# Opcja walutowa
Opcja walutowa (ang. fx option, currency option) – umowa zawarta pomiędzy nabywcą (kupującym) a wystawcą (sprzedającym), według której nabywca ma prawo, a nie obowiązek do kupna albo sprzedaży określonej ilości waluty CUR1 za walutę CUR2 według określonego kursu bazowego w uzgodnionym dniu lub jakimś odcinku czasu. Za zakupione prawo nabywca płaci wystawcy premię (ang. premium), ponieważ wystawca w ten sposób zostaje zobowiązany do realizacji prawa nabywcy.
Opcja walutowa jest instrumentem pochodnym, którego instrumentem pierwotnym (niekiedy zwanym instrumentem bazowym) jest kurs wymiany walutowej. Wysokość tego kursu (tj. kurs rozliczenia) jest ustalany w dniu zawierania transakcji.
Opcja walutowa w odróżnieniu od zwykłej transakcji spot na walucie, czy kontraktu fx forward, jest transakcją o nieliniowym (niesymetrycznym) profilu wyniku finansowego. Jest to rezultatem udzielenia nabywcy prawa mówiącego o tym, czy w dniu wygaśnięcia instrumentu zdecyduje się on na zgłoszenie wystawcy chęci do realizacji nabytych praw.
Opcja przyznająca nabywcy opcji prawo do kupna waluty bazowej kursu walutowego nazywana jest opcją kupna (ang. call). Z kolei opcja przyznająca nabywcy opcji prawo do sprzedaży waluty bazowej kursu walutowego nazywana jest opcją sprzedaży (ang. put).
Nabywca opcji kupna zrealizuje swoje prawo, gdy w dniu wygaśnięcia poziom kursu referencyjnego – {\displaystyle Q_{t_{m}},} jest wyższy niż ustalony kurs strike – {\displaystyle K.} Natomiast nabywca opcji sprzedaży zrealizuje swoje prawo, gdy w dniu wygaśnięcia poziom kursu referencyjnego {\displaystyle Q_{t_{m}}<K.}
W rodzinie opcji wyróżnia się trzy grupy opcji:
1. opcja europejska – nabywca może zrealizować swoje prawo jedynie w dniu wygaśnięcia opcji,
2. opcja amerykańska – nabywca może zrealizować swoje prawo od momentu nabycia instrumentu do dnia wygaśnięcia opcji,
3. opcja bermudzka – nabywca może zrealizować swoje prawo w z góry określonych przedziałach czasu do terminu wygaśnięcia opcji. Zatem opcja bermudzka jest instrumentem pośrednim w stosunku do opcji europejskiej i amerykańskiej.

## Wycena opcji
Obliczenie w momencie {\displaystyle t} wartości waniliowej europejskiej fx opcji kupna o terminie wygaśnięcia {\displaystyle t_{m}} według modelu Garmana-Kohlhagena (1983) – (model stałej zmienności {\displaystyle \sigma =\mathrm {const} }) przebiega według formuły:
{\displaystyle c(Q_{t})=e^{-r_{b}t_{m}}Q_{t}N\left(d_{1}\right)-e^{-r_{q}t_{m}}KN\left(d_{2}\right),}
gdzie argumenty funkcji dystrybuanty obliczane są ze wzoru:
{\displaystyle d_{1}={\frac {ln{\frac {Q_{t}}{K}}+\left(r_{q}-r_{b}+\sigma ^{2}/2\right)t_{m}}{\sigma {\sqrt {t_{m}}}}}}
oraz
{\displaystyle d_{2}=d_{1}-\sigma {\sqrt {t_{m}}}.}
A dla fx opcji sprzedaży:
{\displaystyle p(Q_{t})=e^{-r_{q}t_{m}}KN\left(-d_{2}\right)-e^{-r_{b}t_{m}}Q_{t}N\left(-d_{1}\right).}
Porównaj ze wzorem Blacka-Scholesa dla europejskiej opcji wystawionej na akcję niewypłacającą dywidendy.
Model GK ustala poziom zmienności instrumentu bazowego na jednym z góry przyjętym poziomie. Testy statystyczne serii danych historycznych dowiodły, że założenie to nie jest rzeczywistością. W odpowiedzi na te zarzuty Heston w 1993 przedstawił alternatywne podejście, które do modelowania dynamiki zmian kursu walutowego dodatkowo uwzględnia stochastyczny charakter jego wariancji.

## Opcje walutowe w Polsce

### Opcje walutowe a kryzys 2008–2010
Podczas kryzysu finansowego w roku 2008 liczne polskie przedsiębiorstwa popadły w trudności finansowe na skutek nieudanej inwestycji w opcje walutowe. W większości inwestycje te polegały na zawarciu z bankiem umowy na złożone instrumenty pochodne nazwane „zerokosztowymi”. Przedsiębiorstwo stawało się nabywcą opcji typu Put i jednocześnie wystawcą opcji typu Call. Obie opcje były zawierane na innym kursie EUR/PLN i nie były symetryczne. Opcja Call, w większości wypadków, opiewała na 2 razy większą pozycję niż opcja Put. Silne osłabienie złotego spowodowało, że inwestorzy ponieśli straty, co w niektórych przypadkach doprowadziło ich do upadłości (m.in. Odlewnie Polskie, Elwo z Pszczyny i Huta Szkła Krosno).
Dotkliwe, nieraz wielomilionowe straty na opcjach najprawdopodobniej poniosą Jastrzębska Spółka Węglowa, Ciech, Cersanit, Sanwil, Forte, Zakłady Magnezytowe Ropczyce. Na inwestycji w opcje straty poniosły również Węglokoks i Katowicki Holding Węglowy S.A.
Największymi sprzedawcami opcji w Polsce były JP Morgan, UniCredit oraz Citigroup.
Komisja Nadzoru Finansowego oszacowała, że negatywna wycena z tytułu zaangażowania przedsiębiorstw w opcje walutowe osiągnęła w kwietniu 2009 około 4,5 mld zł i była o połowę niższa niż w lutym. Komisja zastrzegła jednak, że kwoty tej nie można utożsamiać ze stratami firm.
W lutym 2009 r. wicepremier Waldemar Pawlak zaproponował, aby unieważnić niekorzystne dla firm umowy z bankami.
W wyniku zmiany Regulaminu Sądu Polubownego przy KNF dokonanej w dniu 11 lutego 2009 r. możliwa będzie organizacja centrum mediacyjnego w sporach przedsiębiorstw z bankami związanych z opcjami walutowymi.
Wiele firm rozważało wejście na drogę sądową w celu unieważnienia umów na opcje. Na drogę sądową przeciwko ING wystąpiła m.in. Huta Batory. Kroki prawne przeciwko bankom podjęło również Stowarzyszenie na rzecz Obrony Polskich Przedsiębiorstw (SOPP), skupiające inwestorów. Niektóre firmy zerwały umowy opcyjne, decydując się na zapłatę kar umownych, które wliczyły w koszty podatkowe.
W Sejmie zostały złożone cztery konkurencyjne projekty uregulowania problemu opcji walutowych drogą ustawową: projekt rządowy oraz trzy projekty poselskie, złożone przez posłów PiS, PSL i SLD.
Prokuratura Apelacyjna w Warszawie wszczęła śledztwo wobec Banku Millennium w sprawie o popełnienie przestępstwa oszustwa (art. 286 § 1 Kodeksu karnego).